# ブザン (チャガタイ家)
ブザン（? - ?）は、チャガタイ・ハン国のハン（在位:1333年 - 1334年 or 1334年）。ドゥアの子ドレ・テムルの子。

## 生涯
チャガタイ・ハン国のタルマシリン・ハンの政策に反発するイリ地方の遊牧民はブザンをハンに擁立し、クーデターを起こした。ハンに擁立されたブザンはタルマシリンを廃位し、彼を殺害する。歴史家はブザンの治世について、多くのアミール（貴族）と王子が処刑されたことを伝えている。旅行家のイブン・バットゥータがインド滞在中に得た情報によれば、即位したブザンはイスラム教徒を弾圧し、キリスト教徒とユダヤ教徒に教会の建立を認めたという。歴史学者のワシーリィ・バルトリドは鋳造された貨幣からブザンの治世は短いものに終わり、1334年のみと推定している。